# Oreogrammitis simplicivenia
Oreogrammitis simplicivenia är en stensöteväxtart som beskrevs av Barbara S. Parris. Oreogrammitis simplicivenia ingår i släktet Oreogrammitis och familjen Polypodiaceae. Inga underarter finns listade.